# William M. Evarts
William Maxwell Evarts foi um político norte-americano, que serviu como senador por Nova Iorque, procurador-geral e Secretário de Estado dos Estados Unidos.
Ele era conhecido por suas habilidades como litigante e esteve envolvido em três das causas mais importantes da jurisprudência política americana de sua época: o impeachment do presidente Andrew Johnson, a arbitragem de Genebra e as disputas perante a comissão eleitoral para decidir a eleição presidencial de 1876.
 

Um eulogista resumiu sua carreira assim:
O título mais notável, talvez único, do Sr. Evarts para a fama é que ele foi um grande advogado e um advogado brilhante. ... seu estudo dos princípios jurídicos era profundo, seu conhecimento da literatura era amplo, suas ideias de ética profissional eram exaltadas. Ele ocupou grandes cargos nacionais, mas seu título para eles era mais como advogado do que estadista